# Gochūmon wa Usagi Desu ka?
Gochūmon wa Usagi Desu ka? ( ご注文はうさぎですか??, lit. ¿Es la orden un conejo?) a menudo abreviado GochiUsa (ごちうさ?), es un manga 4-Koma creado e ilustrado por Koi, publicado por Hōbunsha en la revista Seinen Manga Time Kirara Max desde marzo de 2011. Del cual se han recopilado cinco volúmenes tankōbon hasta septiembre del 2016. Su adaptación al anime fue dirigida por Hiroyuki Hashimoto y producida por White Fox, se emitió, en Japón, desde el 18 de abril al 26 de junio de 2014. En su segunda temporada, Gochūmon wa Usagi Desu ka? fue coproducida entre White Fox y Kinema Citrus, y se emitió, en Japón desde el 10 de octubre al 26 de diciembre de 2015. La tercera temporada empezó el 10 de octubre del 2020, hasta el 26 de diciembre de 2020, tuvo el nombre de Gochūmon wa Usagi Desu ka? BLOOM.

## Argumento
La historia se desarrolla en una ciudad ficticia de casas de madera y calles adoquinadas, inspirada principalmente en la ciudad de Colmar, Francia.
Cocoa llega a la cafetería Rabbit House, asumiendo que hay conejos para ser abrazados. Lo que realmente encuentra es a una niña tímida llamada Chino con un conejo de Angora en la cabeza, y descubre que el lugar también es la pensión en la que vivirá para asistir a la secundaria. Rápidamente se hace amiga de Chino con la intención de convertirse en su hermana mayor. Así comienza su nueva vida en la que paulatinamente irá conociendo a otro, incluyendo a Rize, Chiya, y Syaro.

## Personajes principales
Cocoa Hoto (保登 心愛 Hoto Kokoa?, escrito usualmente  ココア)
 Seiyū: Ayane Sakura
Cocoa se muda a la residencia Kafū y ayuda en Rabbit House como forma de pago por su alojamiento. Le interesan mucho las cosas lindas, considera a Chino como a una hermanita, y es una panadera experta. También es una genio en matemáticas, aunque es inconsciente de ello. Su personalidad fue comparada una vez, por Tippy, con la personalidad de la difunta madre de Chino, aunque Chino rechazó esto.
 Su nombre se basa en hot cocoa (chocolate caliente).
Chino Kafū (香風 智乃 Kafū Chino?, escrito usualmente  チノ)
 Seiyū: Inori Minase
Chino es la nieta del dueño de Rabbit House. Es una niña tranquila y agradable que lentamente comienza a aceptar y a apreciar a Cocoa, aunque frecuentemente se molesta con ella por su insistencia en ser llamada "hermana mayor". Además de su padre, es la única que conoce el secreto sobre Tippy y su abuelo. Su difunta madre fue quien creó los uniformes de Rabbit House, queriendo que cuando Chino creciera los usara junto a sus amigas. Si bien solo existen tres uniformes (rojo, azul y púrpura), se planeaban dos más (verdes y amarillos), pero nunca se terminaron debido a la muerte de su madre. Su nombre se basa en el cappuccino.
Rize Tedeza (天々座 理世 Tedeza Rize?, escrito usualmente  リゼ)
 Seiyū: Risa Taneda
Rize es una camarera de Rabbit House. Es hija de un exsoldado, es muy disciplinada y tiene una personalidad militar, pero igualmente es muy amable. Constantemente lleva consigo, de forma oculta, una Glock y cuchillo de combate, pero a la vez demuestra tener un fuerte lado femenino, siendo vulnerable a cosas lindas y a su aspecto. Es muy cercana a Sharo. Su nombre se basa en el Thé des Alizés (té verde aromatizado).
Chiya Ujimatsu (宇治松 千夜 Ujimatsu Chiya?)
 Seiyū: Satomi Satō
Chiya es la compañera de clase de Cocoa en la secundaria, su familia también dirige una cafetería, Ama Usa An (甘兎庵?), la cual en el pasado fue la principal rival de Rabbit House, y también tiene su propio conejo mascota llamado Anko. Es una chica dulce, armoniosa y positiva. Una de las cosas que más le gusta es nombrar a sus dulces con nombres largos, delicados y elegantes. Su nombre se basa en el té uji matcha
Syaro Kirima (桐間 紗路 Kirima Sharo?, escrito usualmente  シャロ)
 Seiyū: Maaya Uchida
Syaro vive al lado de Ama Usa An y es la amiga de la infancia de Chiya. Aunque es pobre, asiste a la misma escuela de élite que Rize, como estudiante becada, gracias a su gran inteligencia. Está enamorada de Rize, porque la salvo cuando un "malhechor" la atacó. Le teme a los conejos y cada vez que bebe café se vuelve hiperactiva, en esos momentos su personalidad varia dependiendo de la mezcla de café que beba. Aunque le teme, con ella vive un conejo gris salvaje llamado "Wild Geese" (ワイルドギース Wairudo Gīsu?, Ganso Salvaje), que de mala gana dejó quedarse en su casa bajo la condición de que encuentre su propia comida. Su nombre se basa en el café Kilimanjaro.

## Personajes secundarios
Maya Jōga (条河 麻耶 Jōga Maya?, escrito usualmente  マヤ)
 Seiyū: Sora Tokui
Maya es una compañera de clase de Chino. Es muy enérgica y admira a Rize, en parte debido a su personalidad militar. Su nombre se basa en té Jogmaya.
Megumi Natsu (奈津 恵 Natsu Megumi?, escrito usualmente  メグ)
 Seiyū: Rie Murakawa
Megumi, más conocida como "Meg" (メグ Megu?), es una compañera de clase de Chino. Su madre es profesora de ballet, por lo que Megu practica ballet prácticamente desde que camina y es muy buena en ello. Su nombre se basa en la nutmeg (nuez moscada).
Midori Aoyama (青山 翠 Aoyama Midori?)
 Seiyū: Saori Hayami
Aoyama es una novelista que publica su trabajo bajo el seudónimo Aoyama Blue Mountain (青山 ブルーマウンテン Aoyama Burū Maunten?). Admiraba al abuelo de Chino (a quien cariñosamente llamaba "Master" (マスター Masutā?, Maestro)) a quien siempre le preguntaba su opinión sobre sus historias. Ella dejó de escribir por un breve periodo de tiempo después de perder la pluma que le obsequio el abuelo de Chino, por lo que Chino le dio un trabajo temporal en Rabbit House. Su nombre se basa en el café Jamaican Blue Mountain.
Tippy (ティッピー Tippī?)
 Seiyū: Motomu Kiyokawa
tippy es una coneja angora y la mascota de Rabbit House, es tan suave y esponjosa que se parece más a un bolón que a un conejo. Cuando no esta cerca de Cocoa o las demás, por lo general se sienta encima de la cabeza de Chino, habla con voz varonil, y Chino finge ventriloquia para ocultar que realmente habla, también ayuda al padre de Chino en el bar.
Más tarde se revela que por algunas circunstancias desconocidas (aunque implícitamente Cocoa esta de alguna manera involucrada), Tippy está poseída por el espíritu del abuelo de Chino, quien dirigía Rabbit House.
Takahiro Kafū (香風 タカヒロ Kafū Takahiro?)
 Seiyū: Shō Hayami
Es el padre de Chino, dirige el bar durante la noche junto a Tippy. Es amigo del padre de Rize, debido a que se conocieron cuando eran soldados. Él permite que Cocoa permanezca en su casa, así como a Mocha, mientras trabajan en Rabbit House.
Mocha Hoto (保登 モカ Hoto Moka?)
 Seiyū: Ai Kayano
Mocha es la hermana mayor de Cocoa. Es muy parecida a Cocoa, además del hecho de que Moka es conocida por ser una hermana mayor mucho más fiable, y es una experta en caricias, acaricia todo lo que considera lindo. Su nombre se basa en el café moca.

## Medios de Comunicación

### Manga
El manga escrito e ilustrado por Koi inició su serialización en la revista Manga Time Kirara Max de Hōbunsha desde marzo de 2011, y se han publicado 9 volúmenes tankōbon hasta el 25 de diciembre de 2020.

#### Lista de volúmenes
| N.º | Fecha de publicación     | ISBN              |
| --- | ------------------------ | ----------------- |
| 1   | 27 de febrero de 2012    | 978-4-8322-4119-0 |
| 2   | 27 de febrero de 2013    | 978-4-8322-4269-2 |
| 3   | 27 de marzo de 2014      | 978-4-8322-4420-7 |
| 4   | 26 de septiembre de 2015 | 978-4-8322-4617-1 |
| 5   | 27 de agosto de 2016     | 978-4-8322-4734-5 |
| 6   | 09 de noviembre de 2017  | 978-4-8322-4894-6 |
| 7   | 7 de noviembre de 2018   | 978-4-8322-4990-5 |
| 8   | 27 de septiembre de 2019 | 978-4-8322-7119-7 |
| 9   | 25 de diciembre de 2020  | 978-4-8322-7237-8 |

### Anime
El anime fue producido por White Fox y transmitido en Japón desde el 10 de abril al 26 de junio del 2014, también se emitió de forma simultáneamente por Crunchyroll. El tema de apertura (opening) es "Daydream Café", interpretado por Petit Rabbit's (Ayane Sakura, Inori Minase, Risa Taneda, Satomi Satō y Maaya Uchida), mientras que el tema de cierre (ending) es "Poppin' Jump♪" (ぽっぴんジャンプ♪ Poppin Janpu?) interpretado por Chimame-tai (Inori Minase, Sora Tokui y Rie Murakawa). El tema de cierre del episodio 12 es "Nichijou Decoration" (日常デコレーション Nichijō Dekorēshon?, lit. "Decoración Cotidiana") interpretado por Petit Rabbit.
Una segunda temporada titulada "Gochūmon wa Usagi Desu ka??", fue coproducida por White Fox y Kinema Citrus, esta fue anunciada en la edición de marzo de 2015 de Megami Magazine y transmitida en Japón desde el 10 de octubre al 26 de diciembre de 2015. El tema de apertura es "No Poi!" (ノーポイッ！ Nōpoi!?) interpretado por Petit Rabbit's, mientras que el tema de cierre es "Tokimeki Poporon♪" (ときめきポポロン♪?) interpretado por Chimame-tai.
En mayo de 2016, se anunció la producción de un episodio especial adicional. Se titula Gochūmon wa Usagi Desu ka?? ~Dear My Sister~ y será proyectado a partir del 11 de noviembre de 2017 en 40 salas de cine en todo Japón. El episodio es producido por un nuevo de estudio de animación doA.

### Otros Medios de Comunicación
Los personajes y las canciones de Gochūmon wa Usagi Desu ka? aparecen junto a otros personajes del anime en el juego de ritmo, Miracle Girls Festival, desarrollado por Sega para la PlayStation Vita. Una novela visual desarrollada por 5pb., titulada Gochūmon wa Usagi Desu ka?? Wonderful party! (ご注文はうさぎですか？？ Wonderful party!?), fue lanzada para la PlayStation Vita en Japón el 3 de marzo de 2016.